# Fotky Google
Fotky Google (anglicky Google Photos) je služba pro ukládání a sdílení fotografií a videí od Googlu. Služba vznikla 28. května 2015 vyčleněním z původní sociální sítě Google+.

## Popis služby
Fotky Google je služba pro ukládání a sdílení fotografií a videí od Googlu. Její hlavní funkce byly dříve součástí sociální sítě Google+. Nové Fotky Google zahrnují prostor pro ukládání fotografií a videí a aplikaci pro Android, iOS a prohlížeč. Uživatelé zálohují své fotografie do cloudové služby a stávají se přístupné na všech zařízeních propojených se službou. Zpočátku služba poskytovala neomezený prostor pro určitou kvalitu fotografií a videí, ale od 1. června 2021 tuto výhodu zrušila a začala počítat do 15GB bezplatného limitu i tyto soubory. Větší prostory jsou za poplatek.
Služba Fotky analyzuje a organizuje fotografie do skupin a může identifikovat předměty nebo místa jako pláže, nebe nebo „sněžná bouře v Torontu“. Ve vyhledávacím okně aplikace mohou uživatelé zobrazit potenciální vyhledávání pro skupiny fotografií ve třech hlavních kategoriích: lidé, místa a věci. Služba analyzuje fotografie s podobnými obličeji a seskupuje je do kategorie lidé. Může také seskupovat obličeje podle věku. Kategorie místa používá geotagging, ale může také určovat místa ve starších fotografiích prostřednictvím analýzy významných památek (např. fotografie obsahující Eiffelovu věž). Kategorie věci zpracovává fotografie podle jejich předmětu: narozeniny, budovy, kočky, koncerty, jídlo, promoce, plakáty, screenshoty atd. Uživatelé mohou manuálně odstranit kategorizační chyby.
Příjemci sdílených obrázků mohou procházet galerie bez potřeby stažení aplikace. Uživatelé mohou přejetím prstů přes obrazovku upravit nastavení úpravy fotografií na rozdíl od dříve používaných posuvníků. Obrázky mohou být snadno sdíleny na sociálních sítích (Google+, Facebook, Twitter) a v dalších službách. Aplikace generuje internetové odkazy pro uživatele Fotek Google, ale přístup mohou mít i neuživatelé.
Úložiště podporuje obrázky do 16 megapixelů a videa do 1080p, maximální rozlišení obrázků průměrných smartphonů v roce 2015. Větší soubory používají úložiště Disku Google. Větší fotografie, obvykle pořízené digitálními zrcadlovkami, mohou být nahrány přes internetový prohlížeč Google Chrome nebo použitím aplikace jako Syncdocs, která může přenést fotografie z paměťové karty fotoaparátu přímo do Fotek Google.

## Historie
Fotky Google je samostatným nástupcem fotografických funkcí sociální sítě Google, Google+. Google spustil tuto sociální síť jako konkurenci ke funkcím Facebooku, ale služba se nikdy nestala stejně populární a Facebook zůstal preferovaným místem pro sdílení fotografií. Ačkoliv Google+ nabízel úložiště fotografií a nástroje pro organizaci, které překonávaly funkce Facebooku, Google+ postrádal uživatelskou základnu, která by je využívala. The Verge chválil funkce fotek Google+ především v porovnání s jinými fotografickými službami online. Osamostatnění fotografických funkcí Google+ do samostatné služby Fotky Google bylo oznámeno v květnu 2015 na konferenci Google I/O. Odstranění vztahu se sociální sítí se Fotky změnili z platformy pro sdílení na soukromou knihovnu.
1. května 2016 zrušil Google svou službu Picasa ve prospěch Google Fotek, kam byly všechny fotky převedeny.
V červnu 2021 přišel Google s omezením dosud bezplatného neomezeného uploadu fotek a videí v určité kvalitě. Tyto soubory tak začal počítat do 15GB bezplatného limitu.

### Recenze v době vydání
Při vydání Fotek Google v květnu 2015 psali recenzenti, že se jedná o nejlepší službu svého druhu. Walt Mossberg z Re/code prohlásil službu nejlepším cloudovým úložištěm fotografií nad konkurencí od Amazonu (Amazon Cloud Drive), Applu (iCloud), Dropboxu a Microsoftu (OneDrive). The Verge napsal, že vydáním Fotek se stal Google hlavním konkurentem ve fotografických úložištích a že jejich cenová struktura učinila myšlenku placení za úložiště fotografií zastaralou. CNET napsal, že aplikace pro mobilní telefony a tablety jsou obzvláště dobré. Dodal také, že Fotky Google mají rychlejší design než Flickr od Yahoo! a organizovanější funkce než iCloud od Applu.
Recenzenti oceňují především vyhledávací funkce. The Verge upozornil na rychlost a inteligenci služby, především na jeho schopnost organizovat fotografie, stejně jako čas načítání fotografií, rychlost vyhledávání a jednoduchost nástroje na úpravy fotografií. The Verge také porovnává novou analýzu obrázků Fotek Google s technologií odhalenou Flickrem dříve ve stejném měsíci.  Mossberg (Re/code) si myslí, že sdružování obličejů ve skupinách je „pozoruhodně přesné“, ale více byl ohromen seskupováním věcí. Byl překvapen, že při vyhledávání slova „boats“ (česky lodě) se zobrazily výsledky rybářských lodí v Cape Cod i benátských gondol, ale také poukázal na chyby jako řazení profesionálních fotografií mezi screenshoty.
John C. Dvorak z PC Magazine se obává o soukromí služby Fotky. Především je znepokojený motivací Googlu pro budování služby, vztahu společnosti s existujícími vládami a potenciálními zákony, které by vyžadovali po Googlu poskytnout celou historii fotografií na požádání. Kritizuje synchronizační funkce služby a preferuje složky s obrázky nad neřazenou „plochou databází“. Dvorak také upozornil na špatný výběr fotografií pro animování a nedostatek záruk trvanlivosti služby s ohledem na náhlé zrušení Google Readeru. V konečném důsledku navrhuje, aby uživatelé namísto Fotek používali přenosný hard disk, který považuje za bezpečnější a méně nákladný.
The Verge popisuje vydání služby v květnu 2015 jako důkaz toho, že Google vytahuje své nejlepší funkce ze své sociální sítě Google+. Fotky považují za osamostatněnou funkci sociální sítě. Walt Mossberg z Re/code popisuje vydání jako „liberation day“ (česky den osvobození) pro fotografické služby, které byly „efektivně ukryté“ v „široce ignorované sociální síti“. Podle The Verge je strategií Google, aby byla veškerá data v jeho službách a mohlo by k nim být univerzálně přistupováno.

## Kontroverze
V červnu 2015, Jacky Alcine, 21letý afroamerický programátor zaznamenal, že aplikace Fotky Google obsahuje mnoho fotografií jeho samotného i fotografií jeho černošských přátel v automaticky generovaných fotoalbech pojmenovaných „Gorillas“ (česky Gorily). Po oznámení Google odstranil kontroverzní „gorillas“ tag z aplikace a omluvil se.